# Schistura coruscans
Schistura coruscans är en fiskart som beskrevs av Maurice Kottelat 2000. Schistura coruscans ingår i släktet Schistura och familjen grönlingsfiskar. IUCN kategoriserar arten globalt som otillräckligt studerad. Inga underarter finns listade i Catalogue of Life.